# Scettri egizi
Gli scettri egizi erano simboli del potere unitamente alle corone, sia divine che regali, ai copricapi ed ai flabelli.
Vi erano anche altri simboli come la coda del toro e gli urèi.
Gli scettri, che includono come simbologia anche i bastoni, erano simboli di dominio secolare ed insegne del potere divino con finalità apotropaiche fin dall'epoca predinastica ed erano in uso al sovrano, alle divinità, ai sacerdoti e successivamente ai nobili.

## Hekat (Heqa, Heq)
| S38 | t · Z1 |

ḥḳ3t

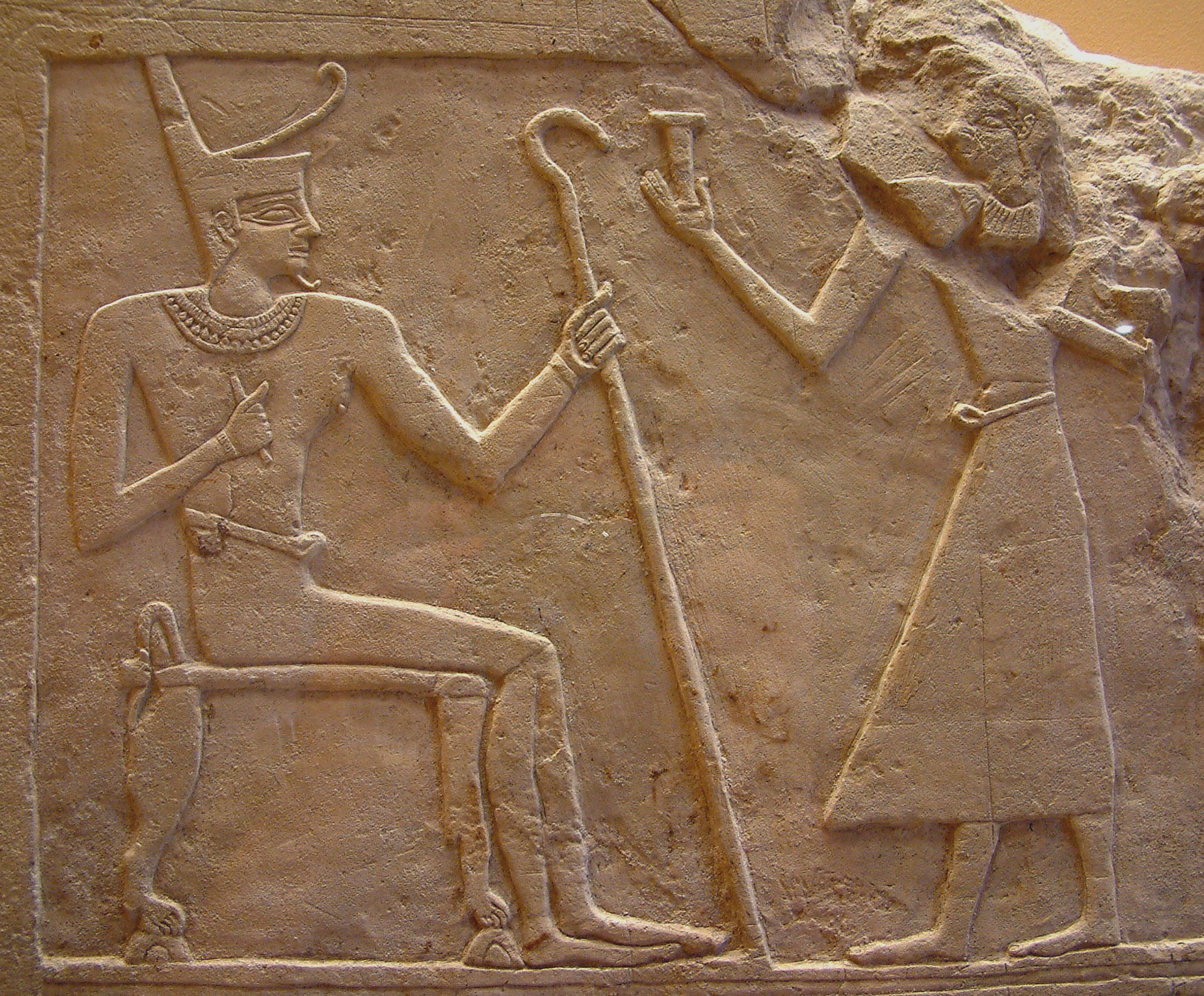
Hekat

Bastone di forma corta con un'estremità arcuata, decorato a bande blu, indicava il potere della sovranità e come tale era ad uso del sovrano o di chi comunque detenesse un potere come alti ufficiali.
In origine era il lungo bastone per i pastori e divenne successivamente il simbolo di una civiltà basata principalmente sull'allevamento e l'agricoltura.
Era considerato oggetto sacro già nei "Testi delle piramidi" e compare nell'iconografia per la prima volta a Busiri, tra le mani del dio Anditi o Anzti e ad Abido nella tomba U547 del periodo Naqada II. Lo scettro hekat più antico è stato ritrovato nella tomba di U-j sempre ad Abido ed era fatto in avorio.

## Nekhekh (Nekhaka, nekhkhut)
| n · Aa1 · Aa1 | S45 |

nḫḫ

Nekhekh

Era un corto bastone alla cui estremità superiore venivano fissate corte strisce di stoffa, fermate con dei distanziali.
La radice di nekhekh è nekh che aveva il significato di protezione e dalla quale derivò il significato magico di difesa. Era generalmente usato dal sovrano durante le cerimonie solenni dell'incoronazione e nelle feste giubilari Heb-Sed entrambe con rituali di rinnovamento.
Si è anche ipotizzato che fosse la stilizzazione del geroglifico mes che significa generare, indicando così nel sovrano una fonte di vita.
Anche la sua origine è molto antica, appare infatti citato nei "Testi delle piramidi" e compare nei rituali del sovrano Den della I dinastia.
Simbolo del dio Anditi è spesso chiamato, più comunemente, flagello, oppure scacciamosche.

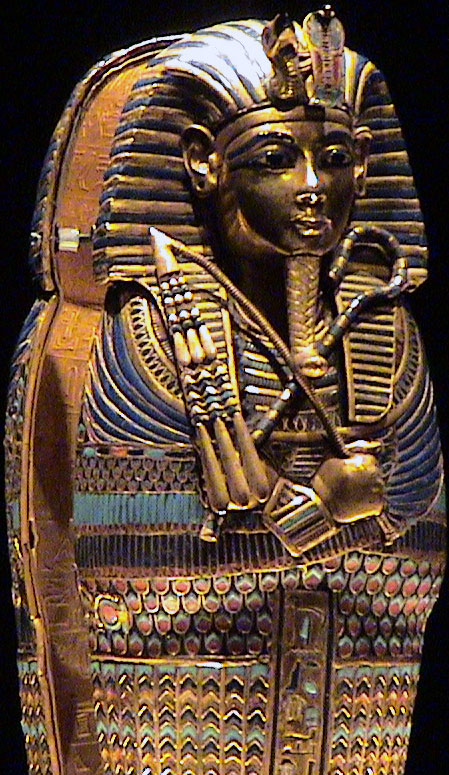
Sarcofago

## Insegne osiriane
È l'unione dello scettro hekat con il nekhekh e diventerà l'emblema faraonico per eccellenza, sia in vita che in morte poiché il sovrano era l'incarnazione vivente del dio Osiride.
Il significato magico scaturisce dalla posizione che entrambi gli scettri avevano.
Infatti le mani che li reggevano erano incrociate ed a loro volta anche le aste degli scettri erano incrociate.
Questo doppio incrocio formava un rombo, richiamante il caduceo, con il magico significato del doppio nodo egizio
indicante l'equilibrio tra forze contrarie.

## Uas (Was)
| V4 | s | S40 |

w3s

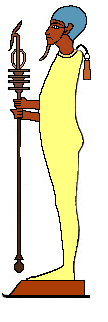
scettro Uas

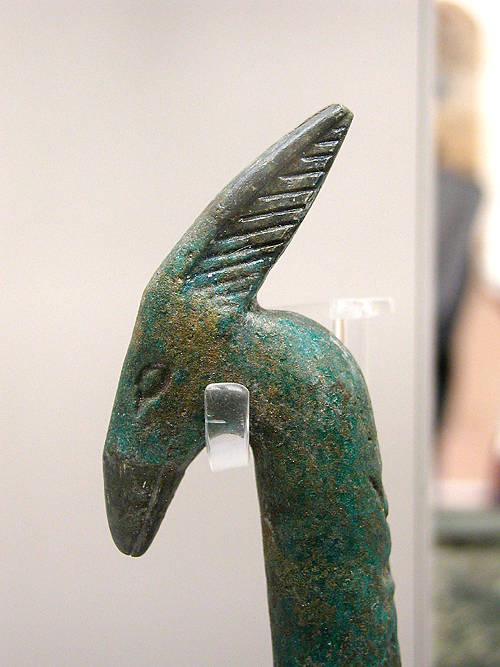
Scettro Uas, dettaglio

Lo scettro uas era un bastone con una forcella all'estremità inferiore e nella parte superiore, leggermente ricurva, la testa stilizzata di un animale. Poteva essere lungo o corto ed era il bastone in genere più raffigurato perché usato da quasi tutte le divinità, dal sovrano e successivamente, anche dai nobili. Compare nelle pitture e nei rilievi anche come supporto perché era considerato il pilastro che sosteneva il cielo. 
Aveva un significato feticistico di origine sciamanica africana e serviva come connessione per veicolare alla madre terra le energie provenienti dal cielo ed in senso più generico apportava potenza e fortuna.
Questo scettro era usato dalle divinità maschili spesso unito all'ankh, simbolo di vita, e al pilastro djed indicante stabilità, come mostra sovente l'iconografia di Osiride e Ptah e successivamente anche dal sovrano, che era l'incarnazione del dio.
Comparve come geroglifico vero e proprio nell'Alto Egitto, la cui capitale era Uasit , che significava "Città dello scettro" successivamente chiamata Tebe e della quale divenne l'emblema. 
Il canide posto in cima al bastone, non è stato mai identificato, forse perché estinto, ma resta comunque il significato totemico perché rappresentava di sicuro un dio oppure un'ipostasi di Seth.
Recenti studi hanno identificato nell'uas il compasso del dio poiché risulta essere un dispositivo per poter tracciare lo shen, ossia due cerchi concentrici e se ne ipotizza il suo utilizzo nel campo delle costruzioni.

## Uadj (Wadj)
| M13 | Z1 · O1 |

w3d

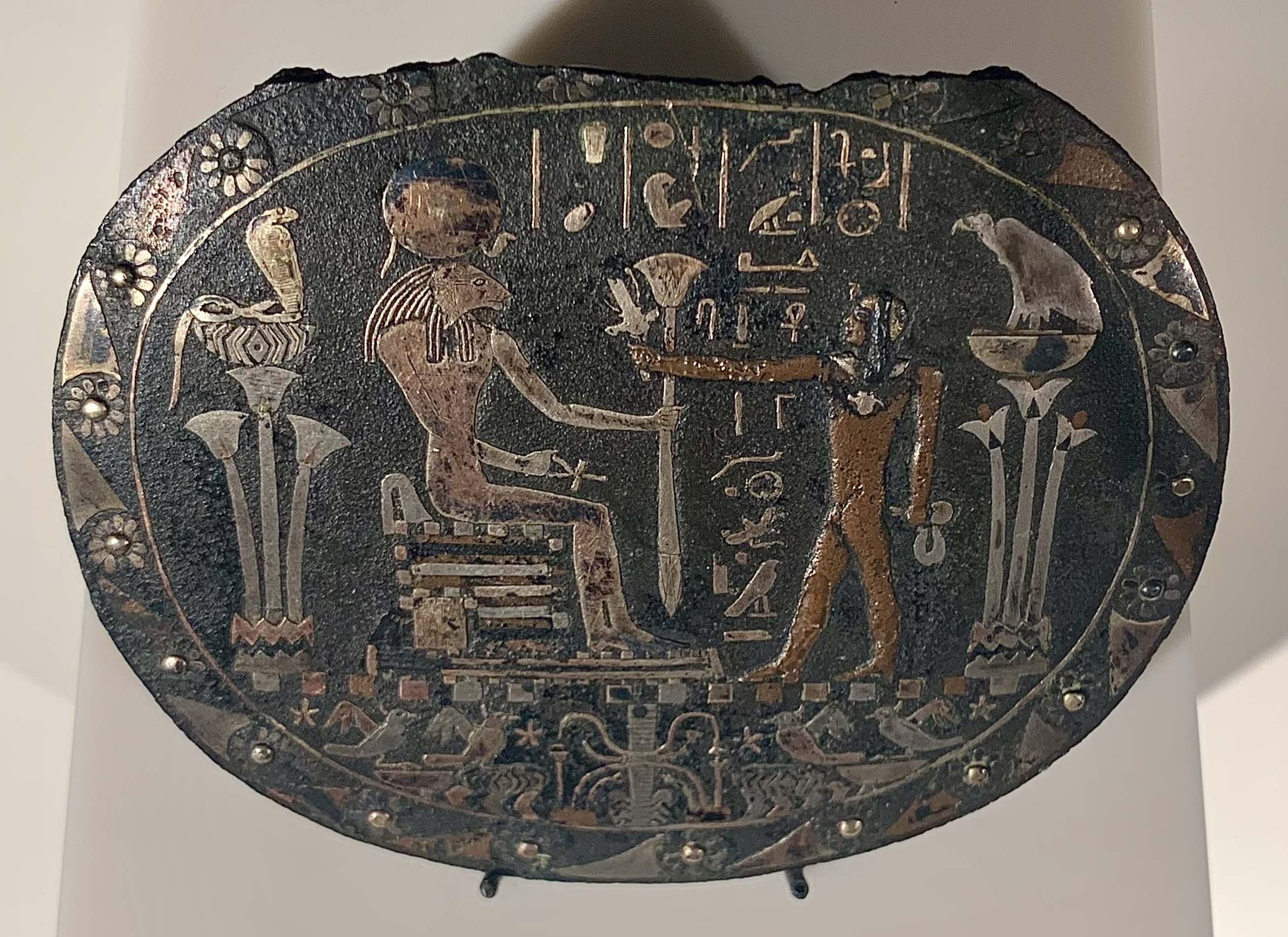
Amuleto Uadj

Lo scettro uadj, o wadj, era formato da un gambo con fiore di papiro ed era solitamente usato dalle divinità femminili come Iside, Hathor, Neith, Sekhmet e Uadjet dea cobra protettrice del Basso Egitto.
L'origine è predinastica, significava vigore e nella magia egizia era portatore di eterna giovinezza e freschezza.
Era anche un amuleto in feldspato che veniva portato al collo dei vivi e dei morti come scritto nei "Testi dei sarcofagi" e nel "Libro dei morti".

## Usir
| F12 |

wsr

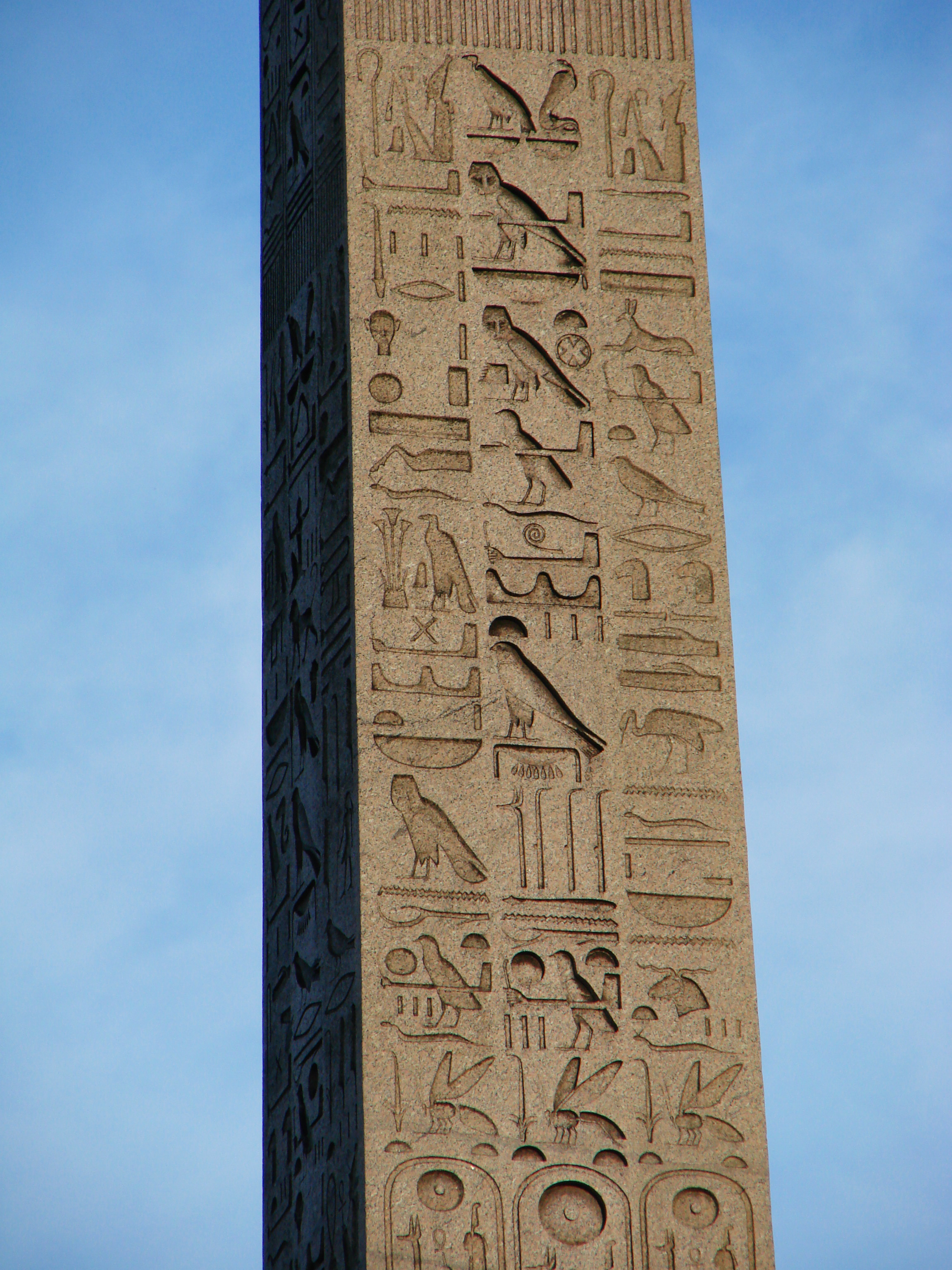
Obelisco

Molto importante anche se poco presente nell'iconografia, lo scettro usir portava all'estremità superiore la testa di sciacallo rappresentate il dio Anubi, così come rappresentato nel tempio di Abu Simbel.
Indicava una grande potenza rituale dal potere magico profondo e nascosto, associata ai Misteri osiriaci degli Iniziati nel Regno dei Morti.
Richiamava l'importante momento della resurrezione e la trasformazione del corpo mortale in quello eterno.

## Djam (Tcham, Dam, Giam)
| I10 · D36 | m | R19 |

ḏˁm

Lo scettro djam era il bastone degli dei con il manico piegato, una forcella a forma di U capovolta all'altra estremità ed era una variante ondulata dell'asta dello scettro was, indicata con il geroglifico: 
| S41 |

Rappresentava sia la vita che la morte ed era di rango divino portato solo dal dio Amon, Osiride e dal dio Anubi che lo detiene quando accompagna il defunto al giudizio finale.
L'immagine di questo scettro è estremamente rara.
Nell'antica origine era un bastone in uso ai pastori, uso che si protrae a tutt'oggi. Infatti la forcella finale serviva per bloccare i serpenti che vivevano numerosi nel deserto.
Nel mondo divino trasformava il dio Osiride in "pastore degli uomini", così come Anubi diveniva "pastore di anime" e il dio Amon assumeva il titolo di "pastore dell'universo".

## Aba (Ab)
| D40 | D58 | G29 | S42 |

ˁb3

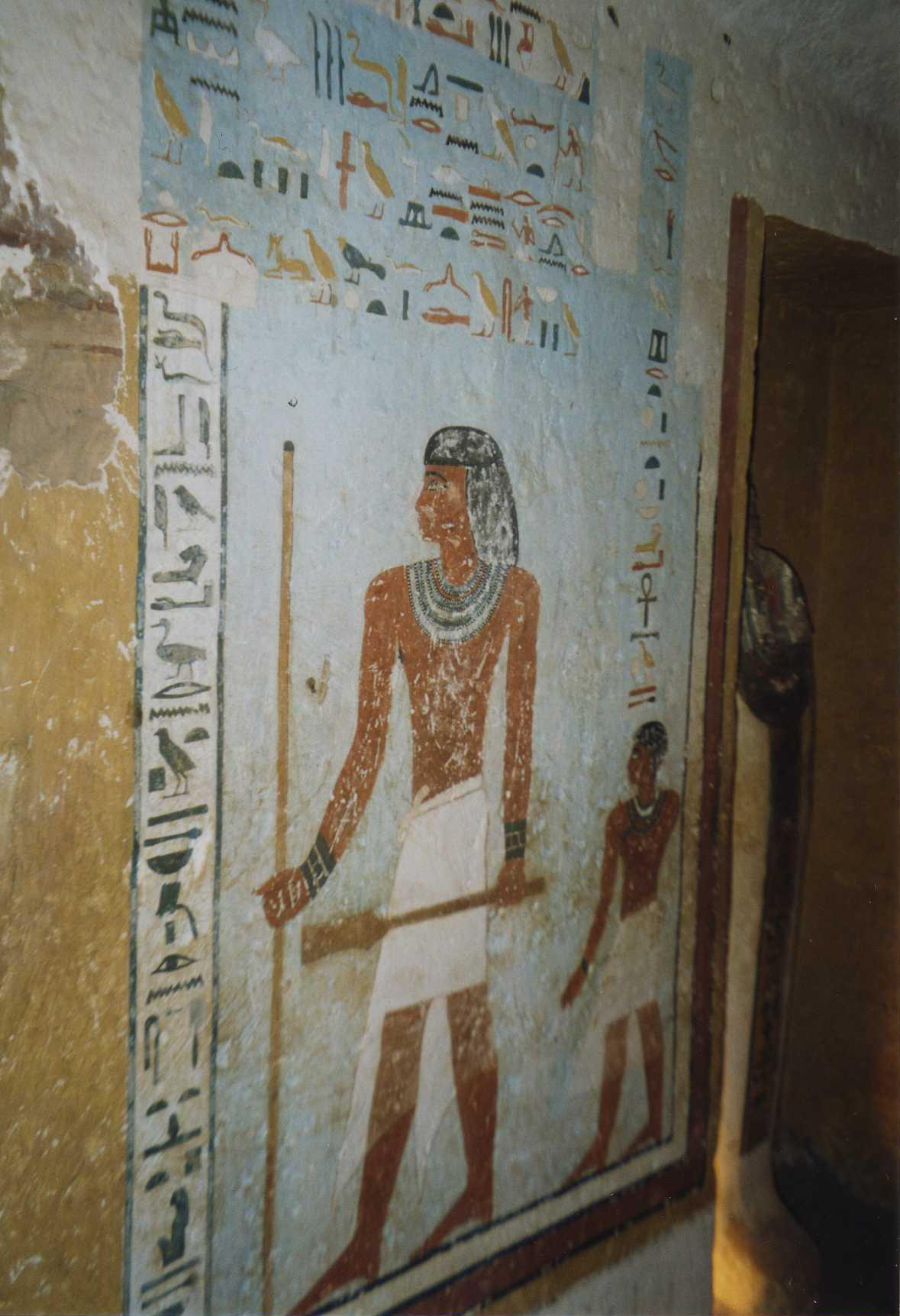
Sarenput II

Antichissimo scettro, dalla sommità a forma di paletta allungata, originario di Abido era già in uso nell'Antico Regno ed indicato, nella linea 866 dei "Testi delle piramidi".
Aveva un significato prettamente di comando perché era un bastone da guerra ma, in altre circostanze, era anche chiamato Ab con il significato di offrire.
Alla grafia di questo scettro è unito un determinativo che indica un altro scettro, il sekhem, nel quale si evolverà.

## Sekhem
| S42 | Z1 |

Sḫm

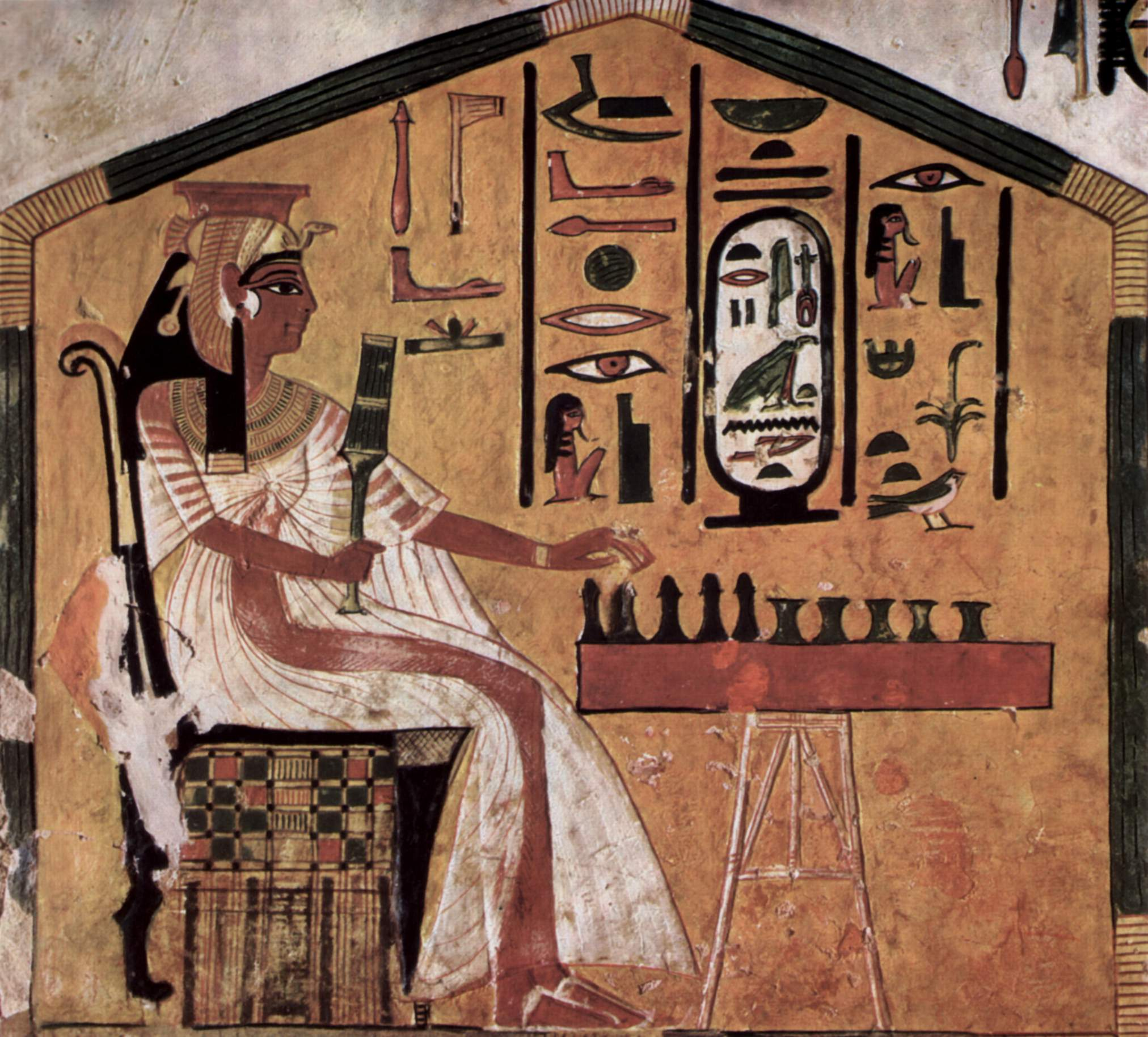
Sekhem

Ulteriore evoluzione dello scettro aba prese il nome sekhem verso la XVIII dinastia.
Aveva sempre la forma di paletta allungata ed aveva un significato magico e religioso. Come lo scettro usir, indicava l'intensità delle magie nascoste, ma più in particolare individuava la forza che agiva.
Da sekhem deriva il nome della dea leonessa Sekhmet detta "La potente".
Era generalmente usato dai sacerdoti per trasmettere il magico potere agli adepti ed era uno dei simboli di Anubi e Osiride, divinità dell'Oltretomba.
A partire dalla III dinastia lo scettro apparve, nell'iconografia, anche tra le mani di visir e personaggi di alto rango, soprattutto se raffigurati nell'esercizio delle loro funzioni e dei quali rappresentava l'autorità.
Nella tomba di Ramses VI, dentro uno shen, vi è rappresentato il bastone sekhem nominato come "il bastone del potere di Atum".

## Kherep
| D36 | D58 | G29 | S42 |

ḫrp
Originariamente era la classica mazza dalla testa cilindrica che fu successivamente appiattita, divenendo una variante dello scettro Aba. Indicava sempre un'autorità estesa anche nel campo delle grandi costruzioni edili. 
Questo scettro è chiaramente indicato nel fregio di Hesyra,conservato al Museo del Cairo proveniente dalla sua tomba della IV dinastia ed indica che il defunto aveva un ruolo importante come "Capo dei medici dentisti di corte" e "Scriba reale".

## Aut (Awt)
| S39 |

3wt

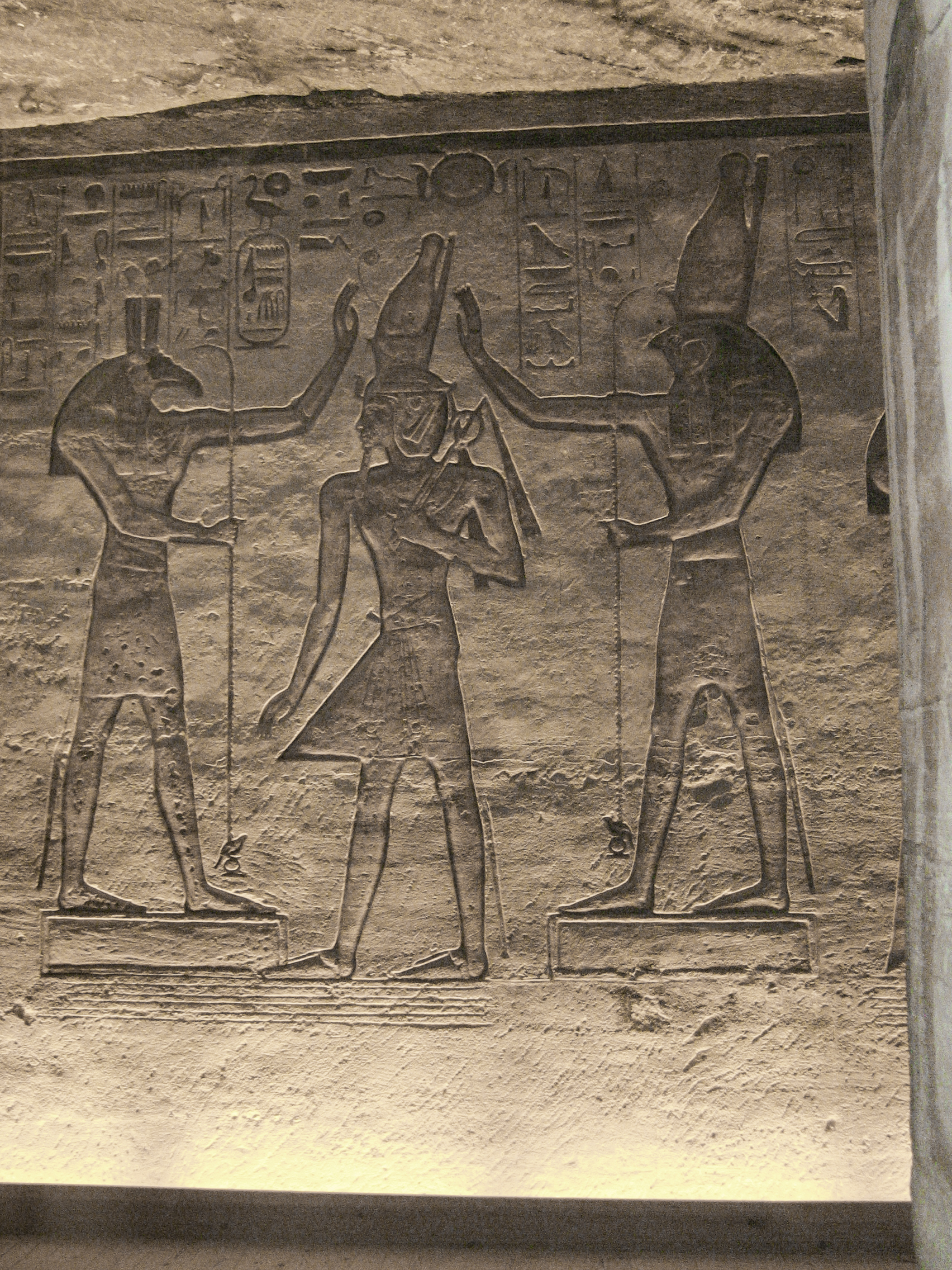
Aut

Questo scettro era molto semplice ed era appena ricurvo all'estremità superiore. 
Sulle proprietà di questo bastone si conosce poco perché eredità della cultura egizia preistorica con probabili origini sciamaniche.

## Ames
| G1 | F31 | S29 | S44 |

3ms
Questo scettro era sostanzialmente una mazza reale di legno e definita "quella che intimidisce le Due Terre". Di origine arcaica derivava da un bastone da cerimonia sacra.

## Necierty
| R8 | Z1 | R8 | X1 · D21 · X1 · Z4 | U19 |

nṯrty
Il necierty, detto anche nechereti, era uno strumento di uso funebre ispirato all'ascia dei carpentieri poiché in origine la cerimonia era espletata su una statua del defunto.
Era caratterizzato da un manico in avorio, da una forma a gomito e da una lama all'estremità larga e piatta.
Veniva utilizzato specialmente durante la Cerimonia di apertura della bocca, oltre all'ur-hekaw, e con esso si toccava la faccia del defunto per restituirgli i sensi così come illustrato nella XXVI scena della cerimonia.

## Ur-Hekaw (Ur-Hekau)
| G36 · D21 | V28 | D28 · Z2 | U19 |

wr-ḥk3w

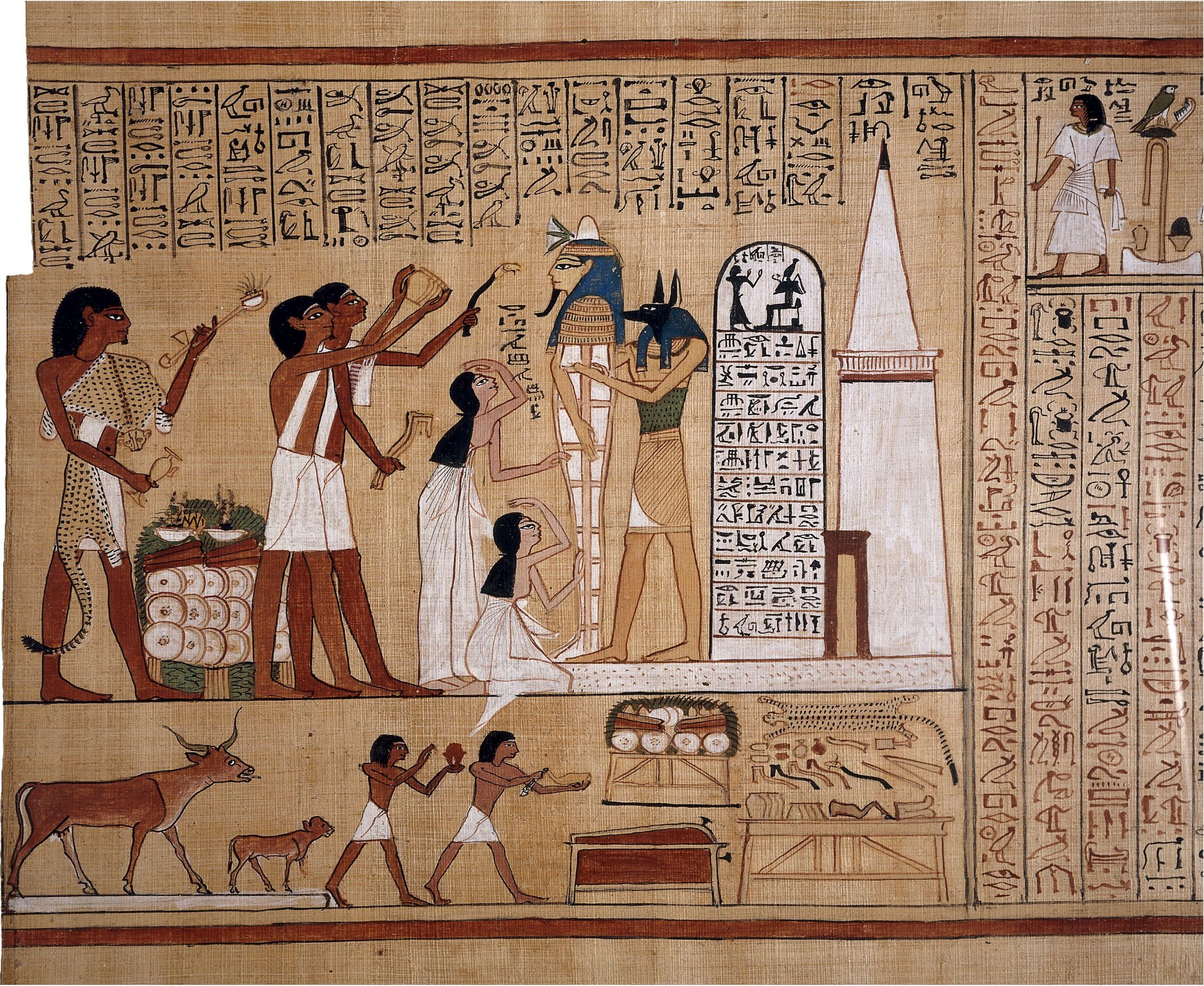
Gli scettri tenuti in mano sono da sinistra nella mano sinistra del sacerdote funerario lheru, a destra in basso seb-ur, a destra in alto ur-hekaw.

Lo scettro Ur-Hekaw, detto anche ur-heka, che significa "Grande di magia" era usato in epoca arcaica nei rituali magici di invocazione delle divinità ed apparteneva generalmente ad Iside, divinità suprema della magia.
Era quindi un bastone magico a forma di serpente, aveva l'impugnatura di legno e terminava con la testa del rettile o di ariete.
In epoche successive divenne uno strumento usato dai sacerdoti nelle cerimonie funebri del rito di Apertura della bocca con il quale veniva toccata la mummia e le restituiva la vita.
Nel Papiro di Ani è rappresentato un sacerdote officiante la cerimonia di trasmissione della forza vitale al defunto per mezzo del bastone ur-hekaw così come illustrato nella XXVII scena del "Rituale dell'Apertura della bocca".
È molto simile allo strumento funebre usato nella cerimonia di apertura della bocca il cui nome è Seb ur che significa "grande strumento di ferro".

## Khopesh
Il Khopesh era uno scettro a forma di spada ricurva ad imitazione della spada orientale che gli Egizi adattarono e perfezionarono. Generalmente realizzato in bronzo non deve essere confuso con una spada, arma da taglio vera e propria. È rappresentato spesso a partire dal Nuovo Regno, tra le mani di Amon che ne omaggia il sovrano in pegno di vittoria.

## Hedj

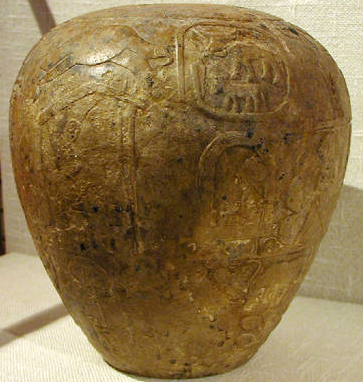
Hedj

Tra gli emblemi di regalità e simboli di potere è da annoverarsi anche il hedj 
| T3 |

hd
 ossia l'arcaica mazza cerimoniale e rituale usata dai sovrani protodinastici, cioè delle prime due dinastie, e derivante da un bastone da guerra.
Era costituita generalmente da una testa in pietra calcarea in origine a forma di disco e successivamente in forma piriforme, con un foro per l'inserimento dell'impugnatura di legno.
Quelle a forma di disco sono in diorite bianca e nera e la loro forma più che di disco è da definirsi come tronco di cono.
I reperti più antichi che raffigurano il hedj sono le immagini del Re Scorpione e Narmer (v. c.d. "Mazza dello Scorpione") ma venne rappresentato anche nelle dinastie successive.
L'origine era di sicuro più antica in quanto le teste di mazza cerimoniale risalenti al periodo predinastico sono state ritrovate ad Ieracompoli nel tempio dedicato al dio falco Horus. Sono decorate con scene simboliche soprattutto di carattere religioso, come la festa Heb-Sed, oppure regale.
Infatti con il trascorrere del tempo il hedj si trasformava da arma ad oggetto rituale molto usato nei sacri riti del sorgere del sole e grazie alla sua potente magia proteggeva il sovrano da ogni negatività tanto che dopo l'unificazione delle Due Terre diveniva il simbolo della legittimità a governare il nuovo emergente Stato dell'antica Valle del Nilo.